# Stanton County (Kansas)
Stanton County is een county in de Amerikaanse staat Kansas.
De county heeft een landoppervlakte van 1.761 km² en telt 2.406 inwoners (volkstelling 2000). De hoofdplaats is Johnson City.

## Foto's

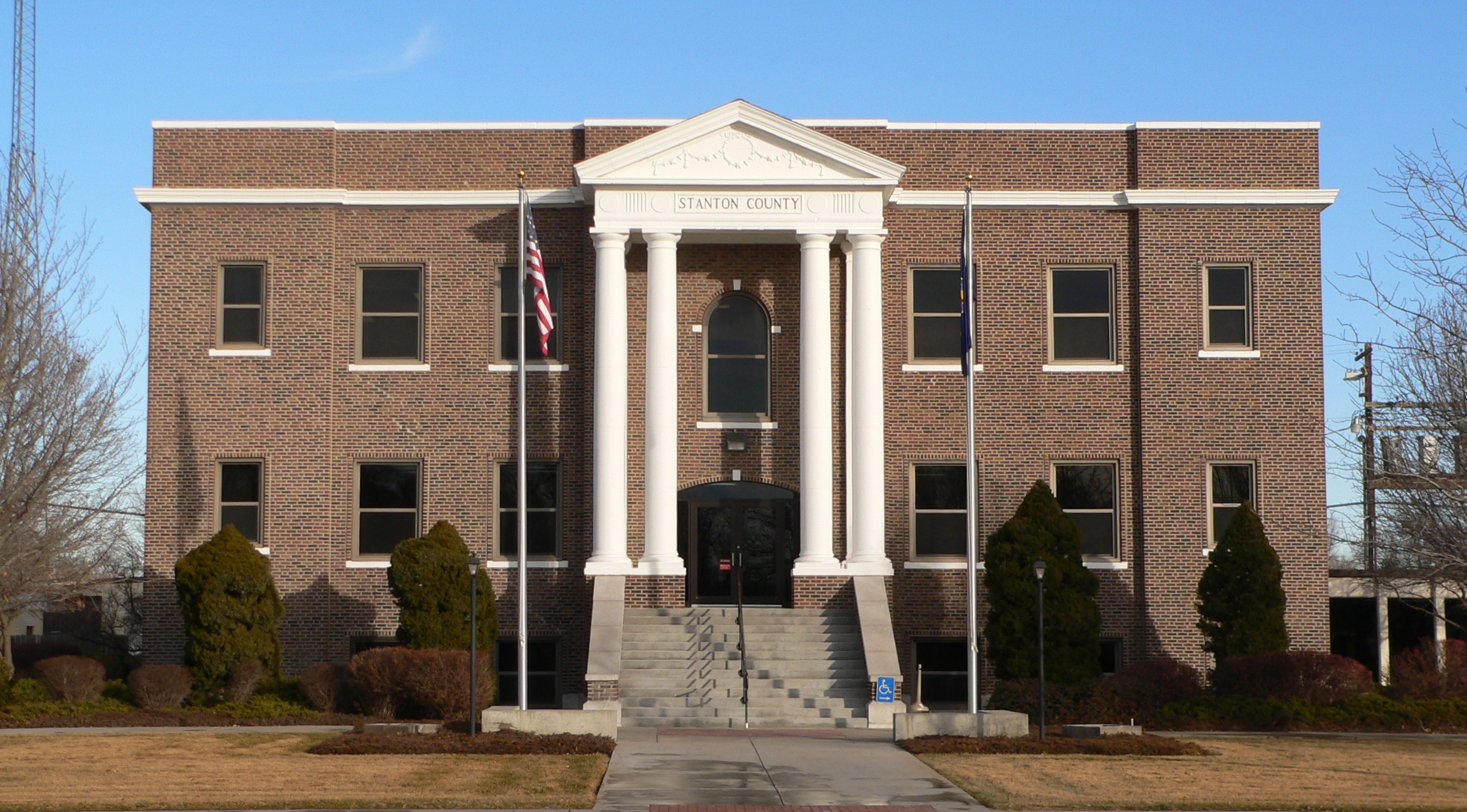
rechtbank